# Kneiphof

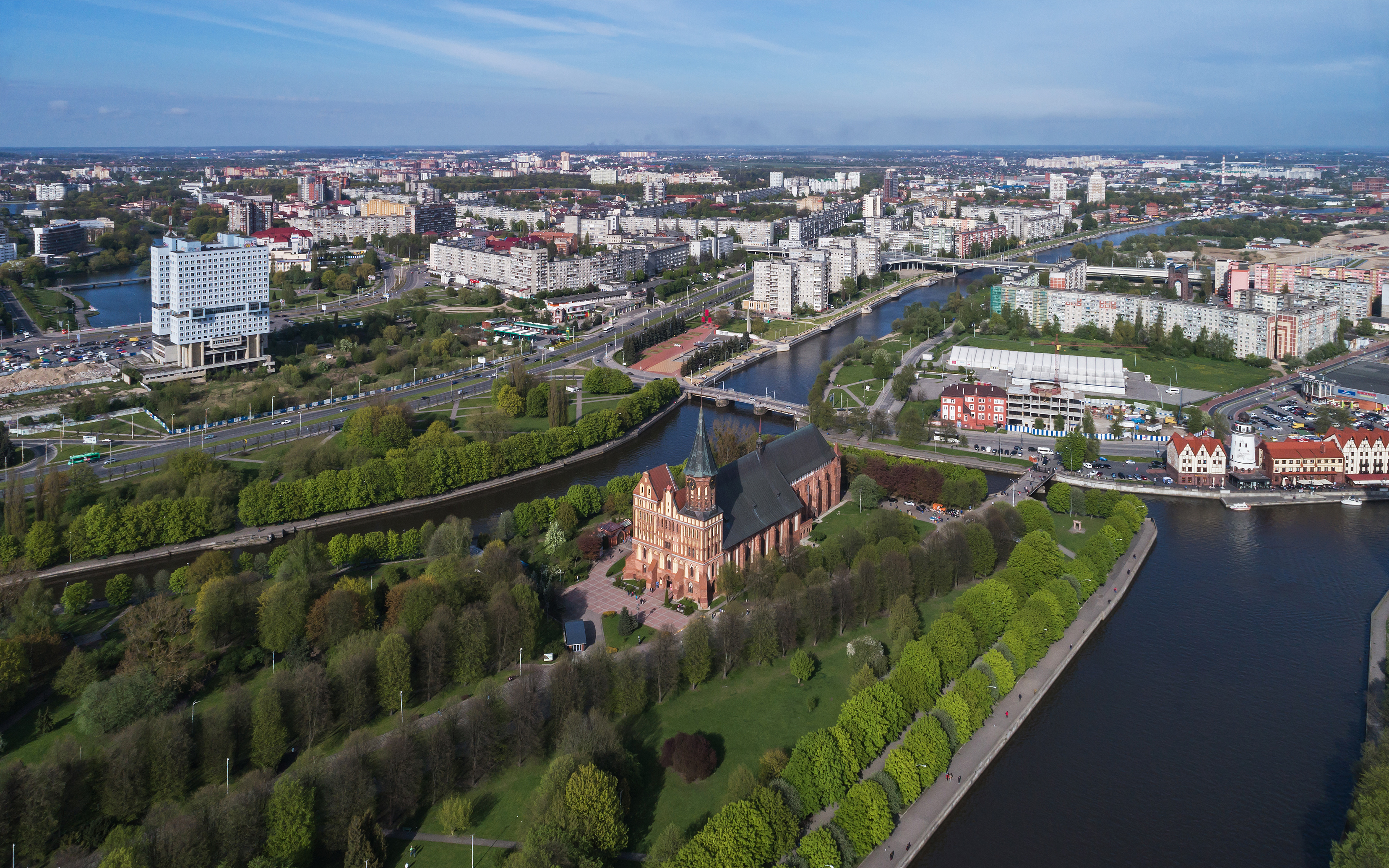
Kneiphof 2017

Kneiphof was een van de drie oorspronkelijke stadskernen van de stad Koningsbergen (Duits: Königsberg), het was gelegen op het gelijknamige eiland in de Pregel. De nederzetting Kneiphof kreeg stadsrechten in 1327.
In 1724 werd Kneiphof verenigd met Löbenicht en Altstadt tot Koningsbergen. Door de uitbreiding van de stad vergroeide Löbenicht steeds meer samen met Altstadt als één geheel.
Vijf bruggen verbonden het eiland Kneiphof met andere stadsdelen. Deze bruggen maakten deel uit van de Zeven bruggen van Koningsbergen.
Tot de belangrijkste bezienswaardigheden van Kneiphof in de Duitse tijd behoorden:
- Dom van Koningsbergen
- Het Raadhuis in de Brodbänkengasse
- Kneiphofische Langgasse - de hoofdstraat met vele patriciërshuizen
- (oud) gebouw van de Universiteit van Koningsbergen, waar Immanuel Kant gestudeerd en gedoceerd had

Tijdens de Tweede Wereldoorlog werd Kneiphof bijna volledig verwoest door de (voornamelijk Britse) bombardementen en bestorming van de stad door het Rode leger. Na de oorlog werden alle ruïnes, op Dom na, afgebroken. Later werd er een park aangelegd. Tegenwoordig wordt het eiland ook Kanteiland (Ostrov Kanta, остров Канта) genoemd, naar de grote filosoof Immanuel Kant. Slechts een van de vroegere vijf bruggen is na de oorlog blijven bestaan, namelijk de Honingbrug (Honigbrücke, Medovyj most, Медовый мост)

## Galerij

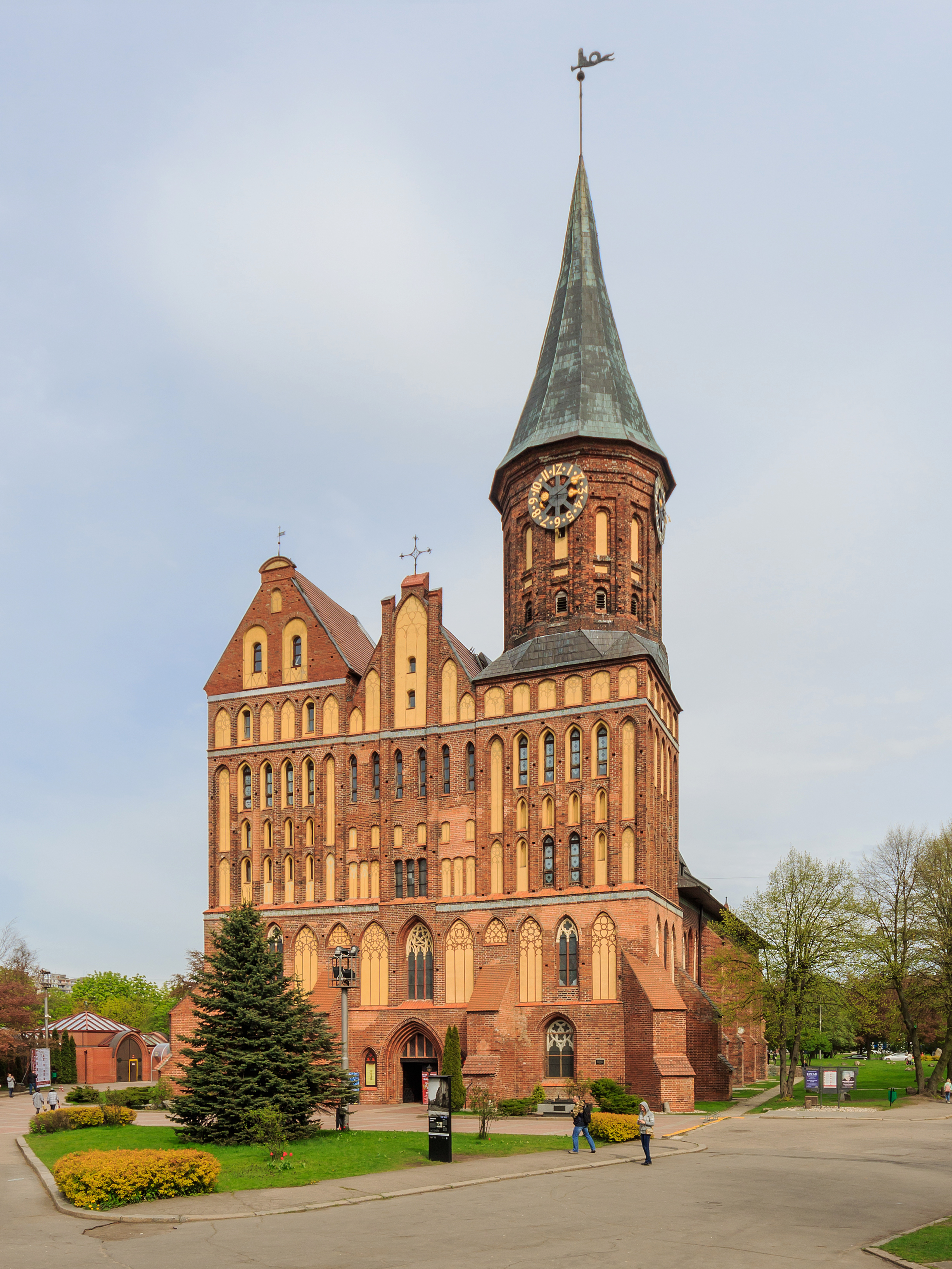
De dom
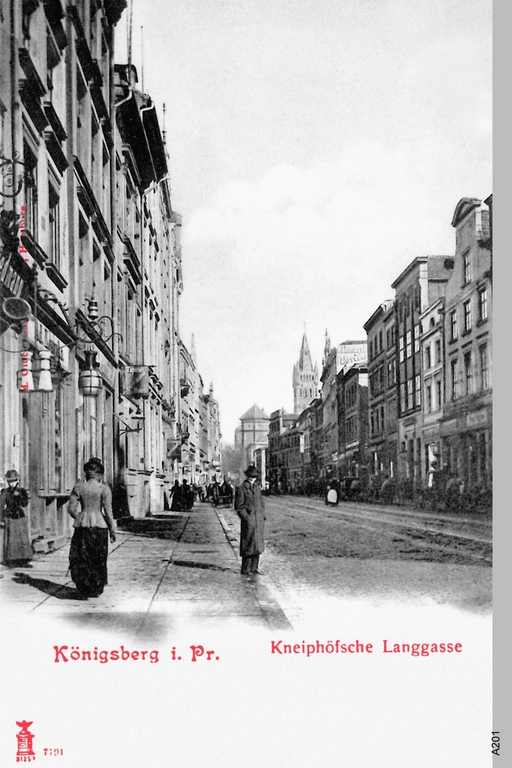
Die Kneiphöfsche Langgasse
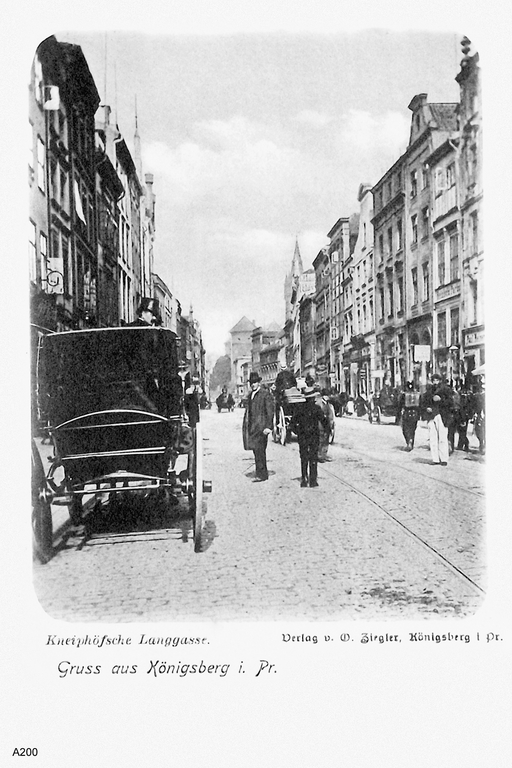
Die Kneiphöfsche Langgasse
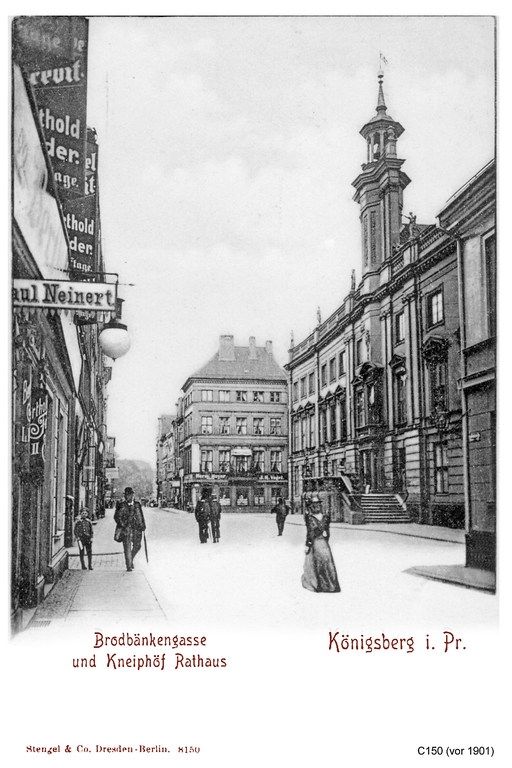
Het Raadhuis in de Brodbänkengasse
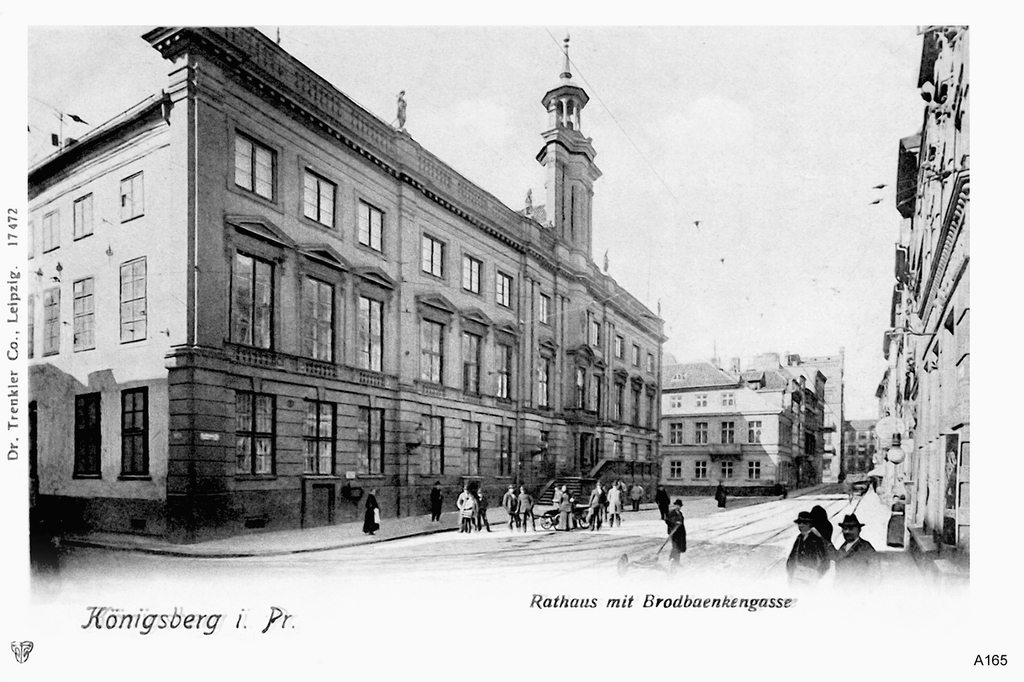
Het Raadhuis in de Brodbänkengasse
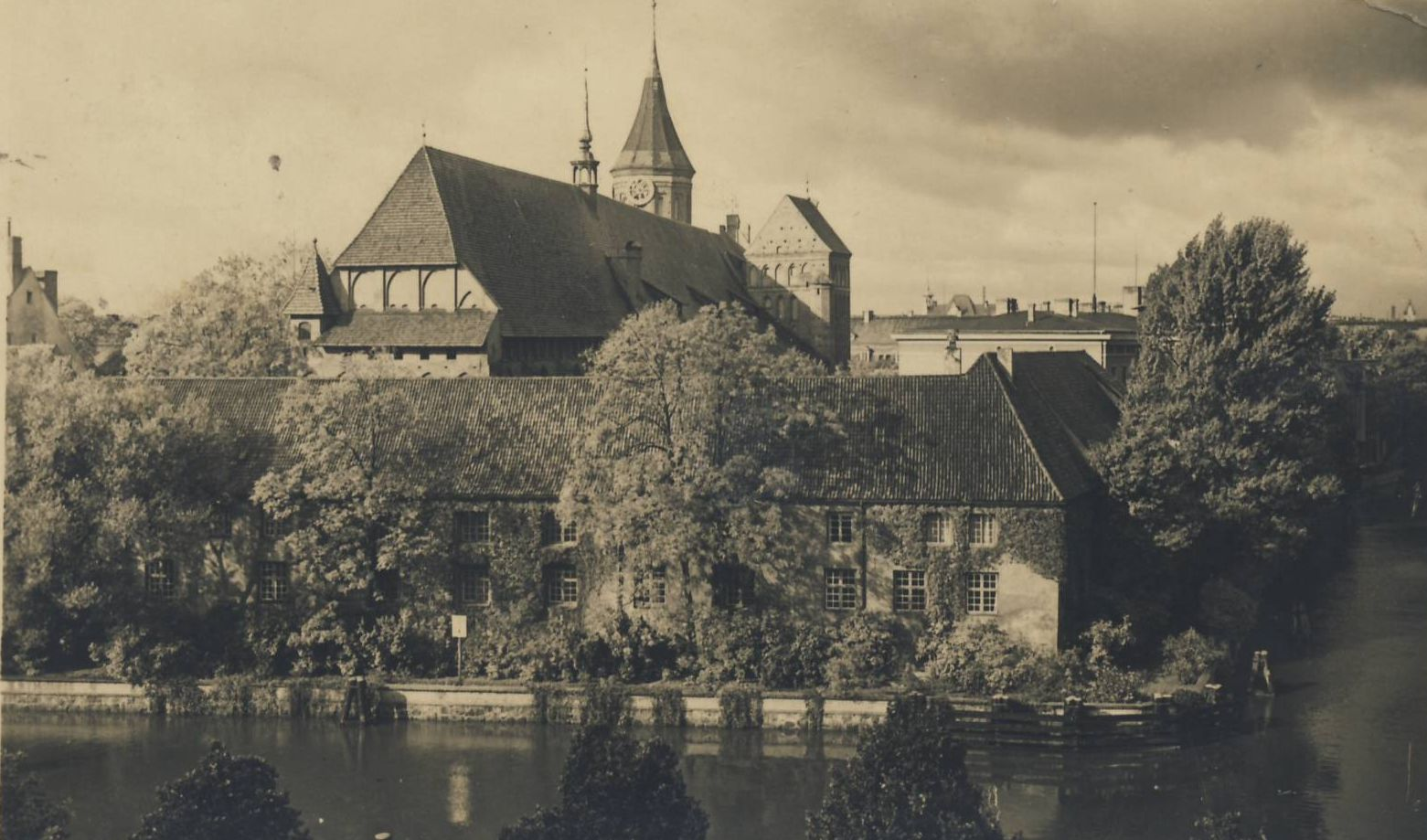
De oude universiteit